# Kościół św. Jana Pawła II w Nowym Targu
Kościół św. Jana Pawła II w Nowym Targu – rzymskokatolicki kościół należący do parafii św. Jana Pawła II w Nowym Targu. Jest to sanktuarium św. Jana Pawła II. Znajduje się na Równi Szaflarskiej.

## Historia

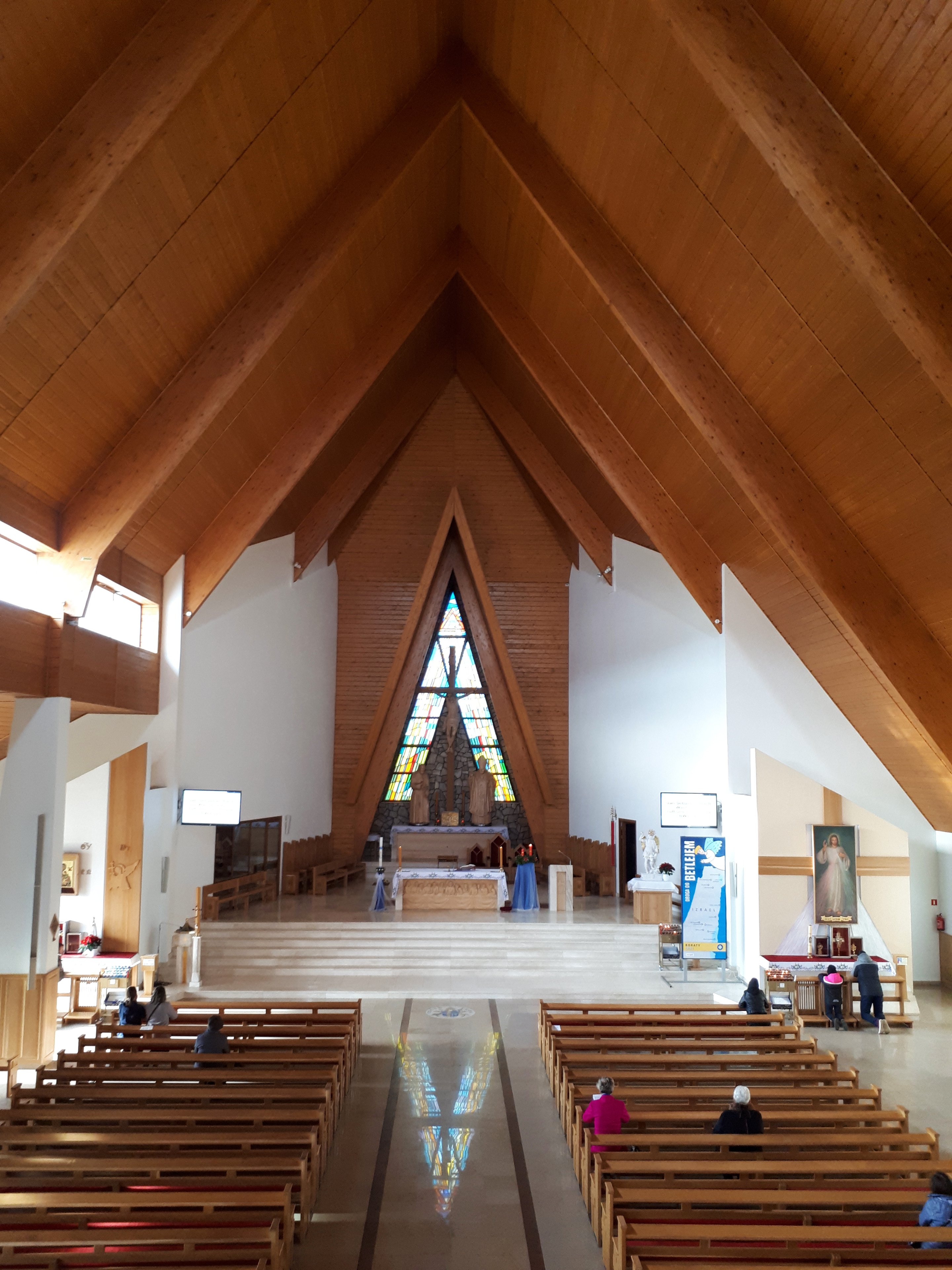
Wnętrze świątyni

31 października 2006 roku kardynał Stanisław Dziwisz poświęcił ziemię, na której projektowano budowę kościoła i domu parafialnego, a 9 listopada 2008 roku wmurował kamień węgielny. Kamień węgielny przywieziono z bazyliki św. Piotra na Watykanie, jako dar papieża Benedykta XVI dla parafii Na Równi Szaflarskiej; papież poświęcił go 13 sierpnia 2008 roku. 
Dom parafialny i kościół zaprojektowali Tomasz Pyszczek i Marcina Stelmach, a konstruktorem był Paweł Put. Świątynię ukończono i poświęcono w 2011 roku. 
1 maja 2011 roku, w dniu ogłoszenia beatyfikacji Jana Pawła II przez papieża Benedykta XVI, kardynał Stanisław Dziwisz nadał parafii „Na Równi Szaflarskiej” w Nowym Targu tytuł bł. Jana Pawła II. Od 27 kwietnia 2014 roku, kiedy w Watykanie odbyła się kanonizacja Jana Pawła II, parafia działa pod jego wezwaniem.
21 października 2017 r. arcybiskup Marek Jędraszewski konsekrował kościół, a 11 września 2021 r. ustanowił go sanktuarium św. Jana Pawła II.

## Opis

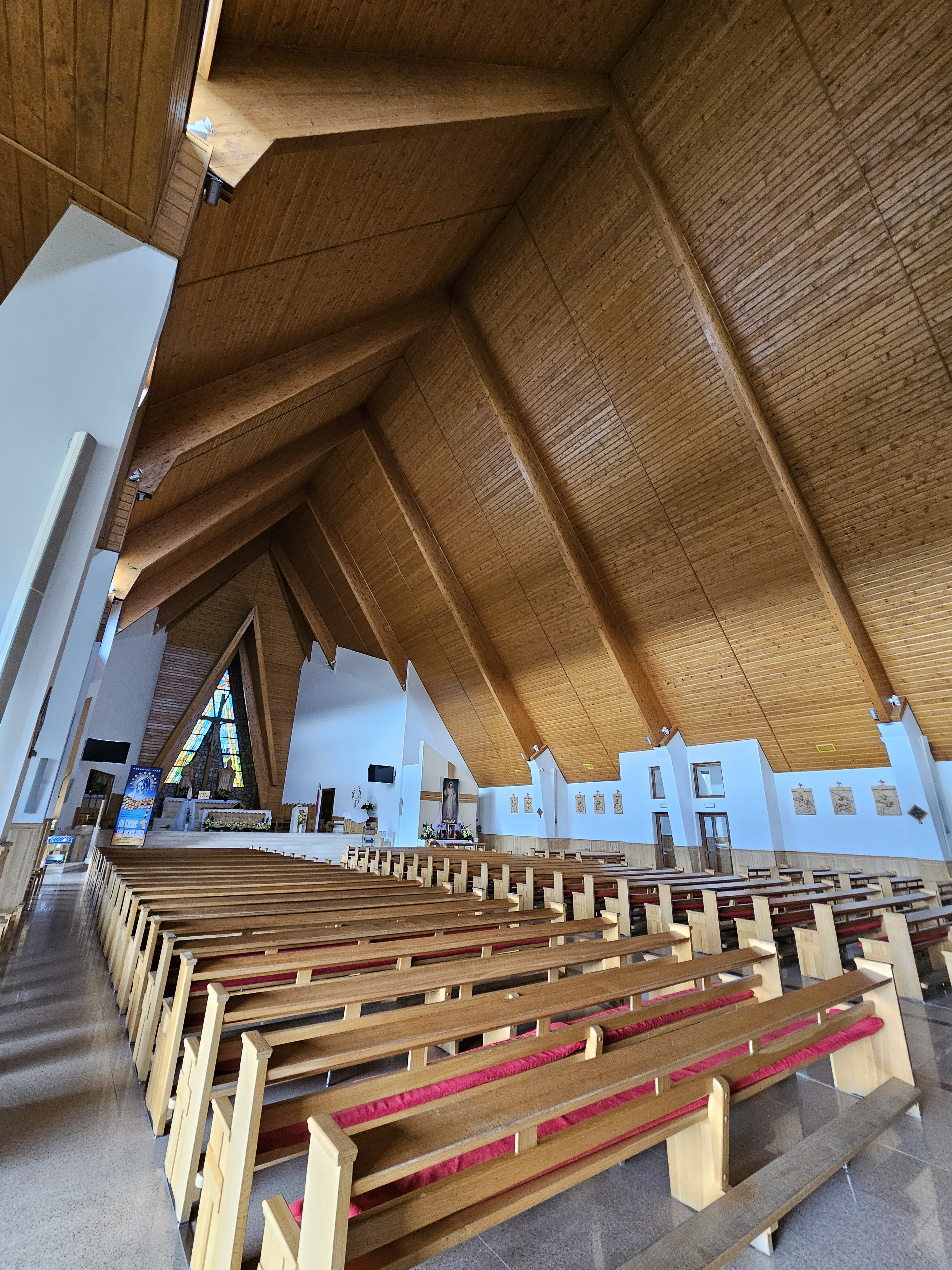
Widok z poziomu parteru

Kościół jest pierwszym pasywnym obiektem sakralnym na świecie i pierwszym kościołem w Europie, w którym uwzględniono najwyższe standardy budownictwa energooszczędnego. Z tego względu w 2012 roku został wyróżniony w IX edycji konkursu miesięcznika gospodarczego „Nowy Przemysł”, a rok później w konkursie ISOVER Energy Efficiency Awards 2013.
W świątyni przechowywane są relikwie św. Jana Pawła II, św. Ojca Pio, św. Faustyny Kowalskiej, bł. Hanny Chrzanowskiej oraz św. Brata Alberta.

## Organy

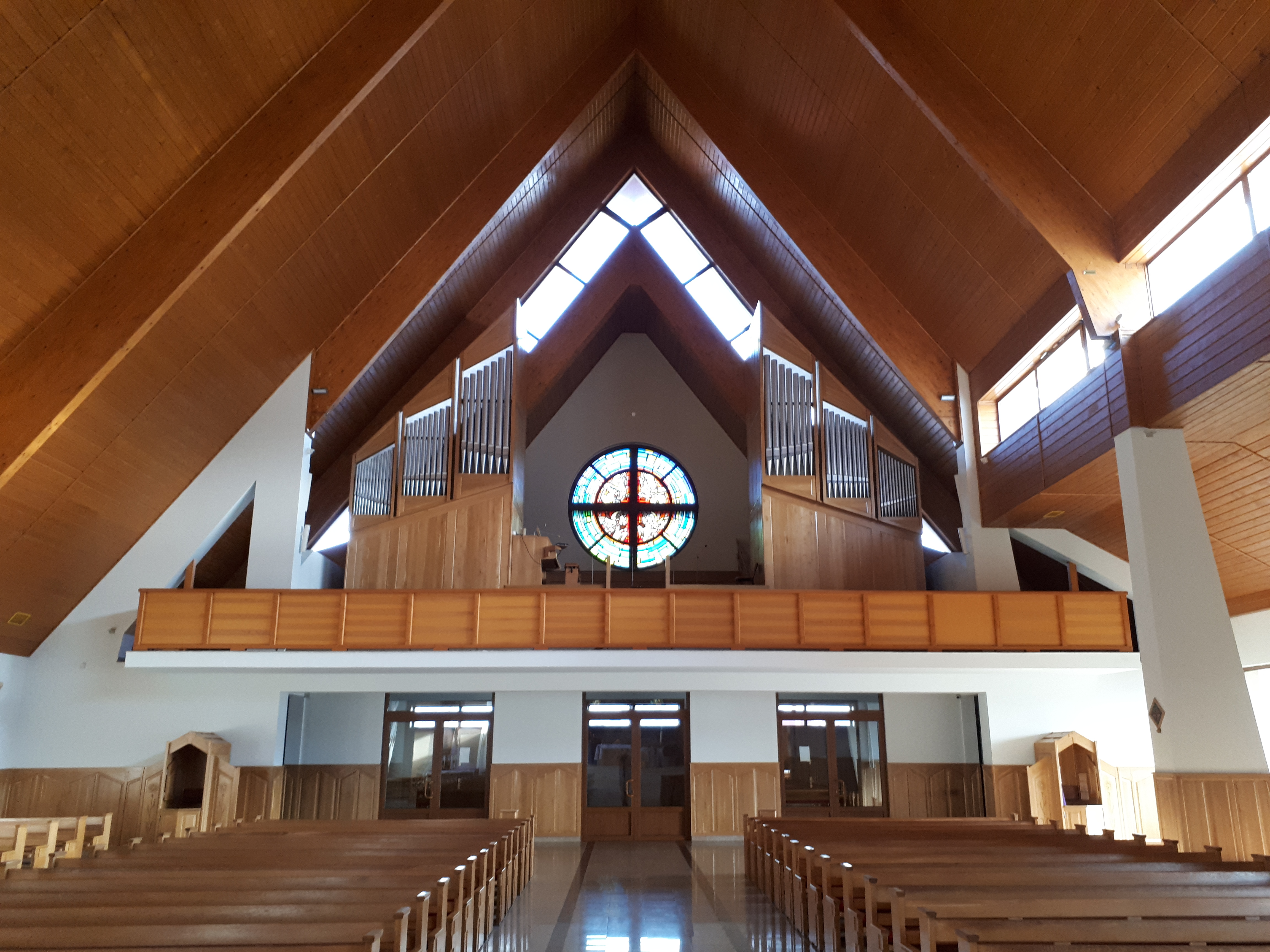
Organy kościelne

Organy zostały sprowadzone przez Mariana Majchera z kościoła pielgrzymkowego Weggental w Rottenburgu am Neckar październiku 2015 roku. Wybudowała je firma Gebrüder Späth w 1967 roku. Traktura gry i rejestrów manuału I, II i pedału mechaniczna, natomiast traktura gry i rejestrów manuału III elektro-pneumatyczna.
Dyspozycja instrumentu:
| Manuał I                | Manuał II                    | Manuał III           | Pedał                  |
| ----------------------- | ---------------------------- | -------------------- | ---------------------- |
| 1. Gedacktpommer 16'    | 1. Flöte 8'                  | 1. Rohrflöte 8'      | 1. Violonbaß 16'       |
| 2. Principal 8'         | 2. Weidenpfeife 8'           | 2. Nachthorn 4'      | 2. Subbaß 16'          |
| 3. Gemshorn 8'          | 3. Sing. Principal 4'        | 3. Principal 2'      | 3. Oktavbaß 8'         |
| 4. Oktave 4'            | 4. Kleingedackt 4'           | 4. Terz 1 3/5'       | 4. Baßflöte 8'         |
| 5. Rohrflöte 4'         | 5. Sesquialter 2 f. [2 2/3'] | 5. Kleinquint 1 1/3' | 5. Choralbaß 4'        |
| 6. Ged. Quinte 2 2/3'   | 6. Blockflöte 2'             | 6. Zimbel 3-f 2/3'   | 6. Rauschpfeife 2-f 2' |
| 7. Oktave 2'            | 7. Sifflöte 1'               | 7. Krumhorn 8'       | 7. Fagottbaß 16'       |
| 8. Mixtur 4-5 f. 1 1/3' | 8. Scharff 3-f 1'            |                      | 8. Schalmey 4'         |
| 9. Trompete 8'          | 9. Dulcian 16'               |                      |                        |
|                         | 10. Rohrschalmey 8'          |                      |                        |